# Žarko Petan
Žarko Petan, slovenski pisatelj, gledališki režiser, aforist * 27. marec 1929, Ljubljana, † 2. maj 2014.

### Življenje
Deset je let živel na Hrvaškem, pretežno v Zagrebu. Od leta 1943 do konca druge svetovne vojne je z družino živel v Trstu, nato pa so se vrnili v Maribor, kjer je končal srednjo šolo.
Diplomiral je 1957 na Ekonomski fakulteti v Ljubljani, 1977 pa še na Akademiji za gledališče, radio, film in televizijo v Ljubljani iz gledališko-radijske režije. 
Leta 1959 je bil na vojaškem sodišču v Beogradu obsojen na sedem let zapora, a so ga leta 1961 zaradi pomanjkanja dokazov oprostili.
Preživljal se je s pisanjem filmskih kritik, reportaž, člankov in intervjujev z znanimi osebnostmi pri reviji Tovariš. Bil je eden od ustanoviteljev gledališke skupine Oder 57. Sprva je delal kot časnikar in svobodni umetnik, nato pa postal stalni režiser v ljubljanski drami in enaindvajset let deloval v Mestnem gledališču ljubljanskem. Dve leti in pol je služboval tudi kot direktor na RTV Slovenija.
Bil je član Društva slovenskih pisateljev, Slovenskega PEN in Društva francoskih dramskih avtorjev.

### Delo
Njegov režiserski opus obsega več kot sto dvajset uprizoritev. Režiral je v vseh slovenskih in mnogih tujih gledališčih, najpogosteje na Dunaju, v Hamburgu, Krakovu in Trstu. Napisal je okrog osemdeset radijskih iger, šestdeset knjig, dvajset gledaliških besedil in televizijskih iger.
Znan je tudi kot pisec satiričnih aforizmov, izdal je številne knjige aforizmov in nekaj esejističnih avtobiografskih zapiskov. Uveljavil se je kot najuspešnejši slovenski aforist. Njegova dela so prevedena v trideset jezikov.
Njegova prva knjiga za otroke, Knjiga za Jasmin, je bila posvečena njegovi hčerki; pri treh poznejših delih sta bila pobudnika in soavtorja njegova vnuka, Jaka in Grega. Kratka pravljica Andrejčkova glava je prazna (1967) je bila prevedena v albanski, hrvaški, madžarski, makedonski in srbski jezik. Leta 1978 je pod istim naslovom izšla radijska igra.
Po njegovem (delno avtobiografskem) scenariju je bil v režiji Jožeta Pogačnika posnet dramski film Kavarna Astoria (1989). 

## Nagrade in priznanja
Za svoje delo je prejel številne nagrade in priznanja, med njimi tudi najvišje avstrijsko državno odlikovanje za dosežke na področju umetnosti, avstrijski častni križ prvega razreda, priznanje Beograjskega aforističnega kroga za življenjsko delo idr.
1966 je dobil nagrado Prešernovega sklada, 2004 zlati red za zasluge RS in 2007 Glazerjevo nagrado za življenjsko delo.

### Za mladino

#### Pripovedna dela
- Pravljice za Jasmino (1962) (COBISS)
- Andrejčkova glava je prazna (1967) (COBISS)
- Kako je svet postal pisan (1974) (COBISS)
- Dobro jutro, dober dan (1979) (COBISS)
- Pravljice za očeta (1986) (COBISS)
- Pravljice za dedija (1993) (COBISS)
- Ja-Ga (1995) (COBISS)

#### Drame
- Obtoženi Volk (1978) (COBISS)
- Poslednja vojna Njegovega Veličanstva (1984)
- Metka in Janko (1988) (COBISS)
- Pet Pepelk (1994) (COBISS)
- Štiri mladinske igre (2001) (COBISS)

### Za odrasle

#### Pesniški zbirki
- Definicije (1989) (COBISS)
- Zgodbice (1995) (COBISS)

#### Pripovedna dela
- Humoreske z napako (1962) (COBISS)
- Zgodbe v eni sapi (1966) (COBISS)
- Črni smeh (1970) (COBISS)
- Nebo na kvadrate (1979) (COBISS)
- Dvojčka (1983) (COBISS)
- Preteklost (1987) (COBISS)
- Preteklost se nadaljuje (1989) (COBISS)
- Poloneza (1991) (COBISS)
- Čudovito žiljenje Josipa B. Tita (1992) (COBISS)
- Ubežali smo svobodi (1992) (COBISS)
- Veseli diktator (1994) (COBISS)
- O revoluciji in smrti (2000) (COBISS)
- Spominjanje (2002) (COBISS)
- Moji včerajšnji sodobniki (2003) (COBISS)
- Poznal sem jih (2006) (COBISS)

#### Drame
- Votli cekini ali Popotovanje od očeta in nazaj (1983)
- Mrtvi so svobodni (1988)
- Avdicija 1988
- Maščevanje je grenko (1991)
- Don Juan in Leporella (1992) (COBISS)
- Igre in igrice (2004) (COBISS)

#### Aforistika
- Prepovedane parole (1966) (COBISS)
- Slečene misli (1969) (COBISS)
- Avtobiografija (1972) (COBISS)
- Telefonski imenik (1974) (COBISS)
- Izbrani aforizmi (1981) (COBISS)
- Tisoč en aforizem (1986) (COBISS)
- Aforizmi od A do Ž (1989) (COBISS)
- Pred nami potop (1992) (COBISS)
- Do amena in naprej (1994) (COBISS)
- Sadovi zmot (2000) (COBISS)
- Luknja v glavi (2002) (COBISS)
- Smejte se previdno (2004) (COBISS)
- Kdor išče, ga najdejo (2005) (COBISS)

#### Eseji
- Teater je vsepovsod (1988)